# Dyd
En dyd er et religiøst eller moralfilosofisk begreb, der betegner en moralsk værdifuld egenskab eller god handling. Ordet kommer fra det norrøne dygð, som er beslægtet med verbet "at du", og betød oprindelig duelighed eller dygtighed. Det latinske ord for dyd og styrke, virtūs (fra vir "mand"), og det græske aretē har lignende oprindelser. 
Dyd kan på dansk også betyde jomfrudom, kønslig renhed, kyskhed og ærbarhed.
Dyd i moralsk betydning er en oplært egenskab eller et såkaldt internaliseret handlingsmønster. Modsat er en last en egenskab ved en person, der ikke har samme internaliseret moralsk handlingsmønster, men igen og igen handler lyststyret og umoralsk i forhold til samfundets normer. Nogle af dyderne kan beskrives som selvkontrol, der baserer sig på moral. Andre er baseret på moralsk social adfærd.
I Aristoteles' lære om dydsetik fremsat i Den nikomakhæiske etik er dyd, det et menneske må opnå for at få et godt liv, og dyden består af forskellige egenskaber, som må indrettes efter samfundet. Eksempler på disse egenskaber er: mod, visdom, ærlighed, retfærd, godhed. Disse egenskaber må finde et midtpunkt mellem to ekstremiteter. F.eks. er fejhed og dumdristighed ekstremiteter for mod, og man må finde balancen mellem de to. Dette fører til det Aristoteles kalder et menneske med telos, god karakter. 
De syv dyder: Kyskhed, Udholdenhed, Barmhjertighed, Indsatsvilje, Tålmodighed, Godhed, Ydmyghed.  